# Il bagno
Il bagno è una commedia di Vladimir Majakovskij, scritta nel 1929 e portata al debutto nel 1930.

## Trama
Nel 1930 l'inventore Chudakov crea la Macchina del tempo, ma incontra grosse difficoltà, dovendo affrontare la burocrazia sovietica, soprattutto di fronte a Pobedonosikov, archetipo del burocrate. La Donna Fosforescente arriva dal 2030 (inviata dall'Istituto di Studi di Storia del Comunismo) e invita nel suo tempo e nel suo spazio ogni singola persona che abbia almeno qualche virtù. Mentre la spedizione inizia nel futuro comunista, Pobedonosikov e altri "cattivi" vengono buttati giù dalla Macchina, espulsi dal Tempo stesso.